# Conexão Flangeada
- Definição: O termo conexões flangeadas tem dois entendimentos possíveis. Um deles seria conexões flangeadas em suas extremidades, ou outro entendimento é de que os tubos devem ser flangeados, ou seja, devem ter a ponta “aberta” por um flangeador, para adaptarem-se às conexões que têm a extremidade cônica à 37º ou 45º de ângulo

## Aplicabilidade na indústria petrolífera
Conexões flangeadas são empregadas extensivamente no processo de produção de petróleo, unindo segmentos de tubulação, tanto entre si quanto a equipamentos diversos. O procedimento convencional de montagem deste tipo de conexão, por meio de torqueamento dos estojos, induz a cargas dissimilares ao longo do flange, o que pode levar a estrutura a falhas. Buscar alternativas ao método de aplicação de carga nos estojos é, portanto, fundamental para aumento da confiabilidade neste tipo de conexão. As conexões flangeadas são muito utilizadas na indústria petroquímica, metalúrgica, de saneamento e química. Como permitem montagem e desmontagem rápida, conexões flangeadas são bastante úteis para impedir operações difíceis e um possível descarte de peças, por exemplo, quebras e choques. As conexões flangeadas são utilizadas de diversos maneiras, já que possuem diferentes métodos de ligação entre válvulas, bombas, mangueiras, canos e tubos. Outra característica vantajosa quanto à utilização de conexões flangeadas é a interação com sistemas de medição de pressão e a substituição de conexões com soldas.

## Composição
As conexões flangeadas são produzidas principalmente de ferro fundido,sendo de utilização bem menos comum do que os flanges e do que as conexões dos tipos e sua estrutura básica tem como componentes dois flanges, um jogo de parafusos, porcas e arruelas, ou estojos, e uma junta de vedação
- As conexões de ferro fundido

São empregadas em tubulações de grande diâmetro
(adutoras, linhas de água e de gás) e de baixa pressão, somente onde e quando for necessária grande facilidade de desmontagem. Essas peças são fabricadas com flanges de face plana, em duas classes de pressão (125# e 250#), abrangendo diâmetros nominais de 1” até 24”. As conexões flangeados de ferro fundido estão padronizados na norma P-PB-15 da ABNT e ASME.B.16.1, que especificam dimensões e pressões de trabalho.
As conexões flangeadas de aço fundido, de uso bastante raro na prática, podem ser usados em tubulações industriais, para uma grande faixa de pressões e temperaturas de trabalho. Entretanto, devido ao custo elevado, grande peso e volume, necessidade de manutenção e risco de vazamentos, o emprego dessas peças deve ser restringido apenas aos poucos casos em que seja necessária uma grande facilidade de desmontagem, ou a algumas tubulações de responsabilidade para serviços corrosivos, com revestimento interno. São fabricadas com flanges com face de ressalto ou face para junta de anel, em 6 classes de pressão (150#, 300#,
400#, 600#, 900#, 1.500#), e nos diâmetros nominais de 2” a 24”. As dimensões, pressões e temperaturas de trabalho são as estabelecidas na norma ASME.B.16.5.
Existem ainda conexões flangeados de muitos outros materiais, tais como latões, alumínio, plásticos reforçados com fibras de vidro(para tubos “FRP”). Encontram-se também no comércio conexões de aço-carbono, com extremidades flangeadas e com vários tipos de revestimentos internos anticorrosivos já aplicados: materiais plásticos, elastômeros, ebonites, etc. Os flanges são geralmente do tipo “solto”, devendo obrigatoriamente o revestimento estender-se até a face da virola dos flanges, para garantir a continuidade da proteção anticorrosiva.
1. ↑  LivroTécnico em Petróleo e Gás, p. 45, Editora etb, 2015